# Albert Ortega
Albert Ortega Fornesa (18 novembre 1998) è uno sciatore alpino spagnolo.

## Biografia
Sciatore polivalente attivo dal gennaio del 2015, Ortega ha esordito in Coppa Europa il 16 marzo 2016 a La Molina in slalom gigante (49º), in Coppa del Mondo l'11 gennaio 2020 ad Adelboden nella medesima specialità (senza completare la prova) e ai Campionati mondiali a Cortina d'Ampezzo 2021, dove si è classificato 22º nel supergigante, 21º nello slalom gigante e 12º nella combinata; ai Mondiali di Courchevel/Méribel 2023 si è piazzato 33º nel supergigante, 23º nello slalom gigante e 8º nella combinata e a quelli di Saalbach-Hinterglemm 2025 è stato 33º nello slalom gigante. Non ha preso parte a rassegne olimpiche.

## Palmarès

### Universiadi
- 1 medaglia:
  - 1 oro (combinata a Lake Placid 2023)

### Coppa del Mondo
- Miglior piazzamento in classifica generale: 143º nel 2024

### Coppa Europa
- Miglior piazzamento in classifica generale: 92º nel 2022

### South American Cup
- Miglior piazzamento in classifica generale: 17º nel 2020
- 4 podi:
  - 1 vittoria
  - 2 terzi posti

#### South American Cup - vittorie
| Data               | Località     | Paese     | Specialità |
| ------------------ | ------------ | --------- | ---------- |
| South American Cup | Cerro Castor | Argentina | GS         |

Legenda:

GS = slalom gigante

### Far East Cup
- Miglior piazzamento in classifica generale: 31º nel 2018
- 2 podi:
  - 2 secondi posti

### Campionati spagnoli
- 12 medaglie:
  - 5 ori (supergigante nel 2017; supergigante nel 2018; supergigante nel 2021; slalom speciale nel 2023; slalom gigante nel 2025)
  - 4 argenti (slalom speciale nel 2018; slalom gigante, slalom speciale nel 2019; slalom gigante nel 2022)
  - 3 bronzi (slalom gigante nel 2018; supergigante nel 2019; supergigante nel 2025)